# 週刊マイミュージックスタジオ
週刊マイミュージックスタジオ（しゅうかんマイミュージックスタジオ）は、デアゴスティーニ社が発行した週刊誌。創刊は2008年1月22日。全81号。
音楽教材のコンテンツと音楽制作ソフトを具えた雑誌。本誌を50号まで集めると、DTMソフト「Singer Song Writer」の全機能が使えるようになる。
付属ソフトは1号の時点では多くの機能が制限されているが、雑誌で扱う学習内容と歩調を合わせて制限が解除されてゆくので、追加の度に新機能をじっくりと学べる。
監修は小川悦司。

## 各ステージ
【STAGE1】楽しみながらレッツトライ！
1号〜10号 音楽素材の貼付けや簡単なリミックス、MMSの基本的な使い方
4号で追加；SEND機能／リアルタイムエフェクト（リバーブ）。
7号で追加；オーディオ6トラック／ピアノロールエディタ。
【STAGE2】入力方法も増えて、曲に表情を追加
11号〜20号 鼻歌入力、アシスト機能やアレンジ機能を使い演奏バリエーション
11号で追加；アレンジエクスプローラ／シングTOスコアなど。
16号で追加；オーディオプール／スタイル・シミュレータなど。
【STAGE3】音楽データに磨きをかけて満足度アップ！
21号〜30号 メロディーに効果を付ける打ち込みテクニック
21号で追加；MIDI16パート／アレンジモード（コード判定・コード生成・コード入力・メロディ生成）など。
26号で追加；EZアクセスツール／ステップエディタなど。
【STAGE4】システムの拡張で、さらに使いやすく！
31号〜40号 VSC以外の音源や新たなエフェクター機能の追加
31号で追加；バウンス機能／チャンネルエフェクト（コーラス・ディレイ・オートパン）など。
36号で追加；オプション項目／エフェクト３系統／VSTi４段など。
【STAGE5】ソフトの使い方をひととおりマスター
41号〜50号 50号でSinger Song Writerのソフトが完成
41号で追加；コントロール入力／エフェクター全種類など。
46号で追加；プレイパネル／MIDI256トラック／オーディオ16トラックなど。
50号で追加；EZアレンジ／オーディオレコーディング／ムービー機能など。
【ADVANCED STAGE】自分の好きな音を徹底追及
51号〜80号 アドバンスドステージ。幅広いジャンルの音楽素材の提供。編集テクニックや楽曲作りの虎の巻。
61号で追加；ストリップチャート用コントロール入力の全種類。
- 第81号は総索引収録の特別号

歌唱や生演奏の録音については57号まで扱われない。それ以降も主なテーマは打ち込みに関するテクニックで、本誌で学べるスキルはMIDI打ち込みが主眼だった。

## 内容
音楽について学んでいって、最終的には自分で作曲等ができるようになるというのがテーマ。雑誌本体には音楽に関する情報や、コラム等が載っており、毎号付属するCD-ROMにはそれらを分かりやすくまとめた音素材が収録されている。インストール号のCD-ROMには機能を制限したSinger Song Writerが入っている。以下に列挙した12枚を順にインストールすると全機能が解除される。CMで話題になった鼻歌入力は11号で追加され、13号で解説される。
- ミュージックプロジェクト
  - 毎号ひとつのプロジェクトを設定しソフトの機能の使い方をマスター。題材の曲の解説もある。
- 音楽アラカルト
  - 音楽知識やリズムなど、基本的な音楽理論を平易に解説。CD-ROMのサウンドコンテンツと連動。
- マイ・サウンドラボ
  - サウンド周辺機器、ソフトウェアの紹介。音楽関連のWebサービスの使い方。
- この1曲、大解剖!!
  - ヒット曲の作品スタイルの分析。メロディーの展開の仕方や、アレンジの分析等を譜面で解説。
- ワーズワード
  - 専門用語・楽語・PC用語などを解説。五十音順にファイリングすると音楽辞典になる。
- サウンド・インデックス
  - ソフト・シンセサイザーVSCの音色と、そのモデル楽器の紹介。VSCの902音色についてのインデックス。

## CD-ROMの内容
今号の素材
- ミュージックプロジェクト
  - 有名曲を題材に、ss6形式で保存された演奏データ。ワンハーフ程度だが完成されたマルチトラックのデータになっている。
- 音楽アラカルト
  - 例示した譜面の実音を短いwavファイルで収録。
- サウンド・インデックス
  - 題材の音色で演奏したデータをss6形式とwav形式で各々収録。

SSWのインストーラ
- 収録号：1号、4号、7号、11号、16号、21号、26号、31号、36号、41号、46号、50号
  - 4号または5号おきに新機能を追加。追加インストールには前インストール号が必要。シリアルナンバーは1号に掲載。それを12枚共通で使用。

## CD-ROM収録ソフト
- Singer Song Writer
- Virtual Sound Canvas (VSC)
- オーディオ素材
- 映像ガイド
- Synth1（フリーVSTi・37号に収録）

## 特別付録
- 1号 専用バインダー(仕切り用紙ディバイダー付)
- 2号 マイク付ヘッドホン
- 1号〜38号 購入者全員プレゼント(アンプ内蔵マルチメディアスピーカー)

## 製品版Singer Song Writerとの違い
- 起動時のスプラッシュスクリーンに「Singer Song Writer 8.0」のロゴと共に「My Music Studio・DeAGOSTINI」のロゴが入っている。
- デアゴスティーニの他製品と同様、部品を順に入手し、組み立てることがコンセプトで、本誌を50号まで集めると「Singer Song Writer 8.0」同等品が完成する。オンラインアクティベートなどは無いので、上記12枚のCD-ROMのみで、いつでもインストールは可能。デアゴスティーニのサイトでは50号以降、81号終了時までにバグ修正の記載は無い。しかしデアゴスティーニ側によるユーザーサポートも終了しているので、今後のアップデートは望めない。依って50号で完成した状態の「Singer Song Writer 8.0」のまま継続使用し、ガラパゴス化せざるを得ない。インターネット社は本誌頒布終了時に「Singer Song Writer 9」の発売をアナウンスした。これにより製品版「Singer Song Writer 8.0」も、同社ウェブ上のカタログから除かれている。
- 本誌発行時点でインターネット社版「Singer Song Writer 8.0」は既に完成された商品だったので、本誌企画には11段階のアップデートに応じた機能の削減によって対応した。依って毎回いずれかの箇所に不具合を生じさせていた（下記デアゴスティーニのサイトのバグ情報参照）。しかし50号を以て製品版と同等のインストーラに帰結したので、この段階ですべてのバグも収束した。
- 50号アップデート時の最終的なスペックは、本誌にも明記されていない。上記の機能追加条項は、アップデート号に記載された記事の累積で、これによると各機能の共通性は認められる。オーディオ素材に関してはインターネット社製品版のものは付属しない。こちらは小川悦司氏によるACID形式の素材が、順次手元に残ってゆく。
- インターネット社によるユーザーサポートやバージョンアップ情報、優待販売などの特典は受けられない。製品版「Singer Song Writer 8.0」にある紙面マニュアル、電子マニュアル、VSCスタンドアロン版、ACIDファイル素材集、VSTiソフトシンセ『LinPlug ALPHA』『daOrgan』『RM III』の3種類が付属しない。

## 仕様
- 創刊日：2008年1月22日
- 最終号：2009年8月18日
- 刊行号数：81号（全80号＋最終特別号）
- バインダー 1セット(2冊) (※本誌が約16冊綴じられる)
- 体裁：A4変形／オールカラー22頁／無線綴じ

## 動作環境
- OS:Microsoft Windows 2000、XP、Vista（64bit版Vista/XPには非対応）
- CPU:Intel（推奨）および互換プロセッサ800MHz以上（推奨：1.4GHz以上）、VistaはIntel（推奨）および互換プロセッサ1GHz以上（推奨1.7GHz以上）
- メモリ:512MB以上、Vistaは1GB以上
- 空きハードディスク容量: 100MB以上
- モニター:15インチ（推奨:17インチ）
- CD-ROMドライブ:8倍速以上（推奨:16倍速以上）